# Sportadmin
Sportadmin, stiliserat som SportAdmin, är en svensk molnbaserad tjänst som tillhandahåller administrativa verktyg för idrottsföreningar. Plattformen används av föreningar inom olika idrotter i Sverige för att hantera exempelvis medlemsregister, avgifter, schemaläggning och kommunikation. Sportadmin grundades i Sverige och används enligt företaget av över 1 700 föreningar. År 2024 förvärvades bolaget av det svenska företaget Lime Technologies.

## Ransomware-attack 2025
Den 16 januari 2025 utsattes Sportadmin för en ransomware‑attack genom vilken attackgruppen RansomHub lyckades exfiltrera plattformens medlemsregister, vilket innehöll personuppgifter om cirka 1,1 miljoner individer, däribland personer med skyddad identitet. Attacken följdes av ett krav på lösensumma och hot om offentliggörande eller auktion av uppgifterna på darknet om betalning uteblev. Sportadmin stängde temporärt ner sina tjänster, anmälde intrånget till Integritetsskyddsmyndigheten och anlitade Polismyndighetens Nationella operativa avdelning för att utreda händelsen. Under februari och mars dök delar av den stulna informationen upp i darknet‑läckor, vilket föranledde ytterligare varningar till berörda idrottsföreningar och medlemmar.